# 那の津
那の津（なのつ）は、福岡県福岡市中央区の町名。現行行政地名は、那の津一丁目から五丁目まで。町内の大部分である北側の臨港地区は、港湾施設の総体としての埠頭を構成しており、「須崎ふ頭」と呼ばれる。埠頭部分のうち岸壁沿いの土地利用については、主に海外から輸入した穀物を取扱う港湾施設が立地し、岸壁などの係留施設、ニューマチックアンローダ、上屋などの荷さばき施設、サイロ、倉庫などの保管施設を備えており、その後背地については、食品産業の工場、物流関係の施設などが集積し、九州における重要な穀物流通の基地となっている。また、埠頭の基部にあたる臨港地区以外の地区には、競艇場、映画館などのレジャー施設も立地している。面積は867,220平方メートル (86.72 ha)。2022年12月末現在の人口は99人。郵便番号は810-0071。

## 地理
福岡市の中心とされる中央区天神の北側、同区の北東端で、海に面する地域に位置する。町内全域が1937年（昭和12年）から1978年（昭和53年）にかけて海面の埋立によって造成された埠頭等である。西、北及び東で博多湾に面して岸壁等を形成し、南東で「天神」と、南西で「長浜」と隣接する。また南は「長浜船だまり」を介して「長浜」に面し、西は博多漁港（漁港区域）及びその入り口（港湾区域）を介して「港」及び「荒津」 に面し、東は那珂川の河口部（港湾区域）を介して「築港本町」（博多ふ頭）及び「沖浜町」（中央ふ頭）に面する。

### 河川
那の津の東側に次の河川の河口（港湾区域）が横断している。
- 那珂川（二級河川）

### 都市計画
那の津を含む地区の都市計画における位置づけについては、2012年（平成24年）12月21日に策定された『第9次福岡市基本計画』の「都市空間構想図」において、「都心部」に含まれている。都心部のなかでも特に天神・渡辺通地区、博多駅周辺地区、ウォーターフロント地区（博多ふ頭及び中央ふ頭）の3地区が都心部の核とされており、那の津を含む地区は天神・渡辺通地区の北、ウォーターフロント地区の西に位置する。都市計画に関しては、「福岡市都市計画マスタープラン」において定められた方針については次のとおりである。交通ネットワークとして幹線道路である市道千鳥橋唐人町線（那の津通り）及び市道天神那の津線の沿道は、商業、業務、サービス施設や中高層住宅などが連続した「沿道軸」に位置付けられている。土地利用については、全域が「港湾機能ゾーン」として位置付けられている。用途地域は、岸壁及びその背後の港湾施設（上屋、野積場等）の立地する地域が準工業地域に、その背後で中央を南北に貫く臨港道路那A-4号線の両側の地域及び那の津通りと旧博多臨港線に挟まれた地域が商業地域に指定されている。また、那の津通り旧博多臨港線に挟まれた地域を除く地域が都市計画法及び港湾法に基づく臨港地区に、その分区は全域が商港区に指定されている。

## 語源
町名は、福岡市中心部周辺の古代地名「那津」に由来する。古代には奈良期に見える地名であり、「那」とは1世紀から3世紀にかけて福岡平野一帯に存在した奴国の名残であり、「那津」とは那地方の海岸部にあった港を意味している。

## 歴史

### 埋立整備事業の背景
1899年（明治32年）8月4日に博多港が関税法による対外貿易港としての開港指定を受けて以来、船舶の大型化や取扱貨物量の増加に伴い、公有水面の埋立により、博多船溜地区、中央ふ頭、西公園下などで、港湾施設の増強が進められてきたが、昭和30年代に入ると、国内の経済成長に合わせて、博多港が将来国際貿易港として発展するための長期計画の策定が望まれていたが、現在の須崎ふ頭の基部にあたる地区（須崎裏町、須崎浜町）においては、福岡市が、水面貯木場用地として1938年（昭和13年）4月20日に埋立免許を取得し、1950年（昭和25年）5月23日に約18ヘクタールの埋立工事が竣工していたのみであった。
その後、1960年（昭和35年）3月に港湾管理者である福岡市により、1961年度（昭和36年度）を初年度とする「第一次博多港港湾整備5ヵ年計画」が策定され、この中で15,000トン級岸壁3バースを含む須崎ふ頭などの整備が図られ、現在に至る商港地区としての須崎ふ頭の骨格が形成されることとなった。

### 埋立工事 (昭和30年代から40年代まで)
昭和30年代の須崎における公有水面埋立については、上屋及び鉄道用地の用途、「那の津第1工区」及び「那の津第2工区」の地区名で、1960年（昭和35年）12月15日に福岡市が埋立免許を受け、1961年（昭和36年）11月30日に第1工区（150,602.22m2）の、1966年（昭和41年）5月20日に第2工区（74,965.47m2）の埋立工事（合計で225,567.69m2）が竣工した。この埋立事業は将来の須崎ふ頭の基部にあたり、長浜船溜まりを被覆する有効な防波、風防的役割を努めるとともに、最も都心に近い内貿センターとなる場所で、上屋倉庫の建設はもとより水産、製材、飼料などの軽加工工場などの誘致を図るとの方針のもとに、1958年（昭和33年）12月に起工していた。
また、「須崎ふ頭第1工区」及び「須崎ふ頭第2工区」の地区名、物揚場、上屋用地及び鉄道用地の用途で1961年（昭和36年）12月18日に博多港開発株式会社が埋立免許を受け、1963年（昭和38年）10月7日に第1工区（193,395.98m2）及び第2工区（186,623.82m2）の埋立工事（合計で380,019.80m2）が竣工した。この須崎ふ頭は天神地区から約1キロメートルに位置し、中央ふ頭と並んで内外貿易の中核とみなされ、埠頭内には1万5千トン級の岸壁と直結する加工工場などの用地が確保された。
一方、福岡市も同埠頭造成地西側に1963年（昭和38年）から1968年（昭和43年）まで、水深7.5メートル岸壁260メートル、同泊地浚渫、水深5.5メートル岸壁467メートル、同泊地浚渫、臨港鉄道、道路等を整備し、また同埠頭造成地東側も直轄工事により1964年（昭和39年）から1968年（昭和43年）まで、水深10メートル岸壁555メートル（後に推進11メートルに改良）、同泊地浚渫、水深7.5メートル岸壁130メートル、同泊地浚渫が整備された。
その後の工場の誘致には時間を要したが、1964年（昭和39年）8月に博多港開発株式会社の子会社として設立された博多港ニューマ・サイロ株式会社の活躍などもあって、当初予定していた食糧コンビナート構想が実現に向かって動き出し、博多港の整備が進んでいった。戦後、博多港が米軍の接収下におかれていたころ、福岡市は中央ふ頭における食糧輸入の受入態勢整備を考え、この港湾施設の接収解除を米国政府に申請して、1951年（昭和26年）8月に承認を得て、1953年（昭和28年）4月にニューマチックコンベヤー等の設備を完成したが、荷役の非能率性などのため、さらなる輸送合理化及びコストの低減を図る必要があり、須崎ふ頭地区において食糧コンビナート構造の実現が急がれるようになった。その交通輸送計画において、市は周辺道路の整備とともに、輸送手段として臨港鉄道が必須なものとして1964年（昭和39年）11月に建設に着手し、1966年（昭和41年）10月に旧福岡港駅と須崎ふ頭東側を結ぶ延長2.2キロメートルの須崎公共臨港線が完成した。この臨海鉄道の開通により、穀類荷捌きの効率が大きく向上し、博多港の競争力が高められ、小麦を中心に、須崎ふ頭から鳥栖、羽犬塚、上熊本、呉、諫早等に輸送された。

### 埋立工事 (昭和50年代)
昭和50年代における須崎の公有水面埋立については、現在の築港本町の一部にあたる旧博多船溜地区の再開発との関連で、その埋立と同時に進められた。当時、博多船溜は、船舶の大型化により、主要な係留施設としての機能を失い、さらに1973年（昭和48年）6月頃から、雇用促進事業団による勤労者福祉施設の建設計画が浮上し、1975年（昭和50年）1月に福岡市等への設置が決定し、その建設用地は博多船溜地区に決定した。博多船溜地区の埋立に伴い、使用できなくなる港湾施設の代替施設用地については、箱崎ふ頭における貯木場の完成により本来の目的である貯木場の必要がなくなった那の津地区（須崎ふ頭東部基部、那の津三丁目54番地1地先）を埋立て、代替施設等の用地に充てることとなった。
埋立事業については、埠頭用地、高速道路用地、護岸敷、駐車場用地、緑地の用途、「那の津地区第1工区」及び「那の津地区第2工区」の地区名で、1976年（昭和51年）3月17日に博多港開発株式会社が埋立免許を受け、1977年（昭和52年）3月30日に第1工区（11,163.12m2）の埋立工事が竣工し、1978年（昭和53年）3月17に第2工区（26,115.02m2）の埋立工事（合計で37,278.14m2）が竣工した。埋立工事の竣工後、第1工区は1977年（昭和52年）10月22日に那の津三丁目に編入され、第2工区は1978年（昭和53年）3月17日に那の津二丁目に編入された。

## 人口
那の津一丁目から五丁目までを合わせた人口の推移を福岡市の住民基本台帳（公称町別） に基づき示す（単位：人）。集計時点は各年9月末現在である。
- 2001年（平成13年）：135
- 2002年（平成14年）：138
- 2003年（平成15年）：124
- 2004年（平成16年）：122
- 2005年（平成17年）：129
- 2006年（平成18年）：127
- 2007年（平成19年）：121
- 2008年（平成20年）：133
- 2009年（平成21年）：124
- 2010年（平成22年）：123
- 2011年（平成23年）：114
- 2012年（平成24年）：115
- 2013年（平成25年）：109
- 2014年（平成26年）：111
- 2015年（平成27年）：108
- 2016年（平成28年）：111
- 2017年（平成29年）：100
- 2018年（平成30年）：104
- 2019年（令和元年）：101
- 2020年（令和2年）：93
- 2021年（令和3年）：97
- 2022年（令和4年）：100

## 交通
交通に関しては、公共交通機関としてはバスがある。

### 鉄道
かつて博多臨港線が地内まで伸びており、アジア太平洋博覧会の開催時には旅客輸送も行われたが、廃止され現存しない。最寄りの駅は福岡市交通局が運営する福岡市地下鉄空港線の天神駅であり、距離は道程で約0.6～2.5キロメートルである。

### バス
バスについては、西日本鉄道が運営するバスが運行しており、次の停留所がある。
- 浜の町病院入口
- 那の津三丁目
- 那の津四丁目
- 福岡市民ホール北口（那の津通り沿い）

### 道路

#### 都市高速道路
都市高速道路としては福岡高速環状線が通っており、町域に次の出入口がある。
- 天神北出入口（料金所・ランプ）

また、この都市高速道路の西側は博多湾（博多漁港等への入り口）に架かる橋梁となっており、荒津一丁目と那の津三丁目を結んでいる。
- 荒津大橋（斜張橋）

都市高速道路の写真
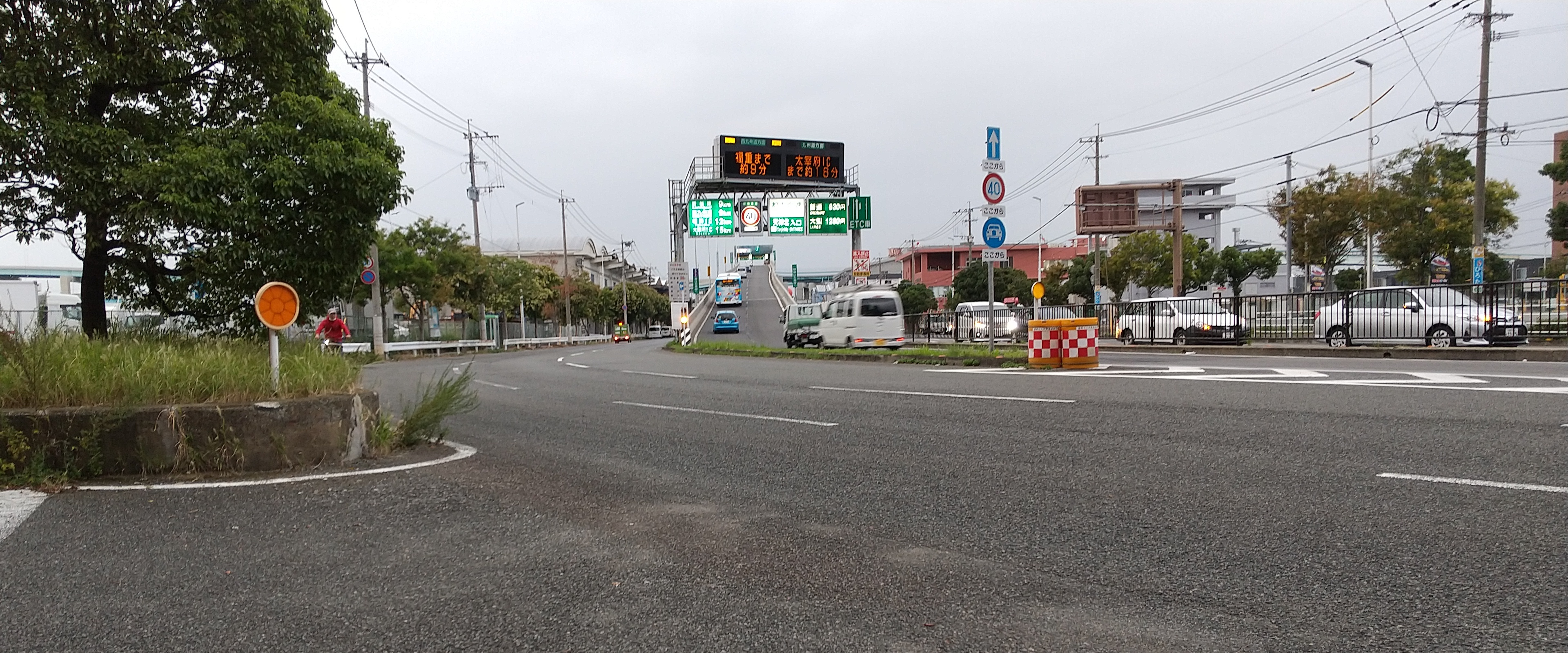
天神北出入口、南より
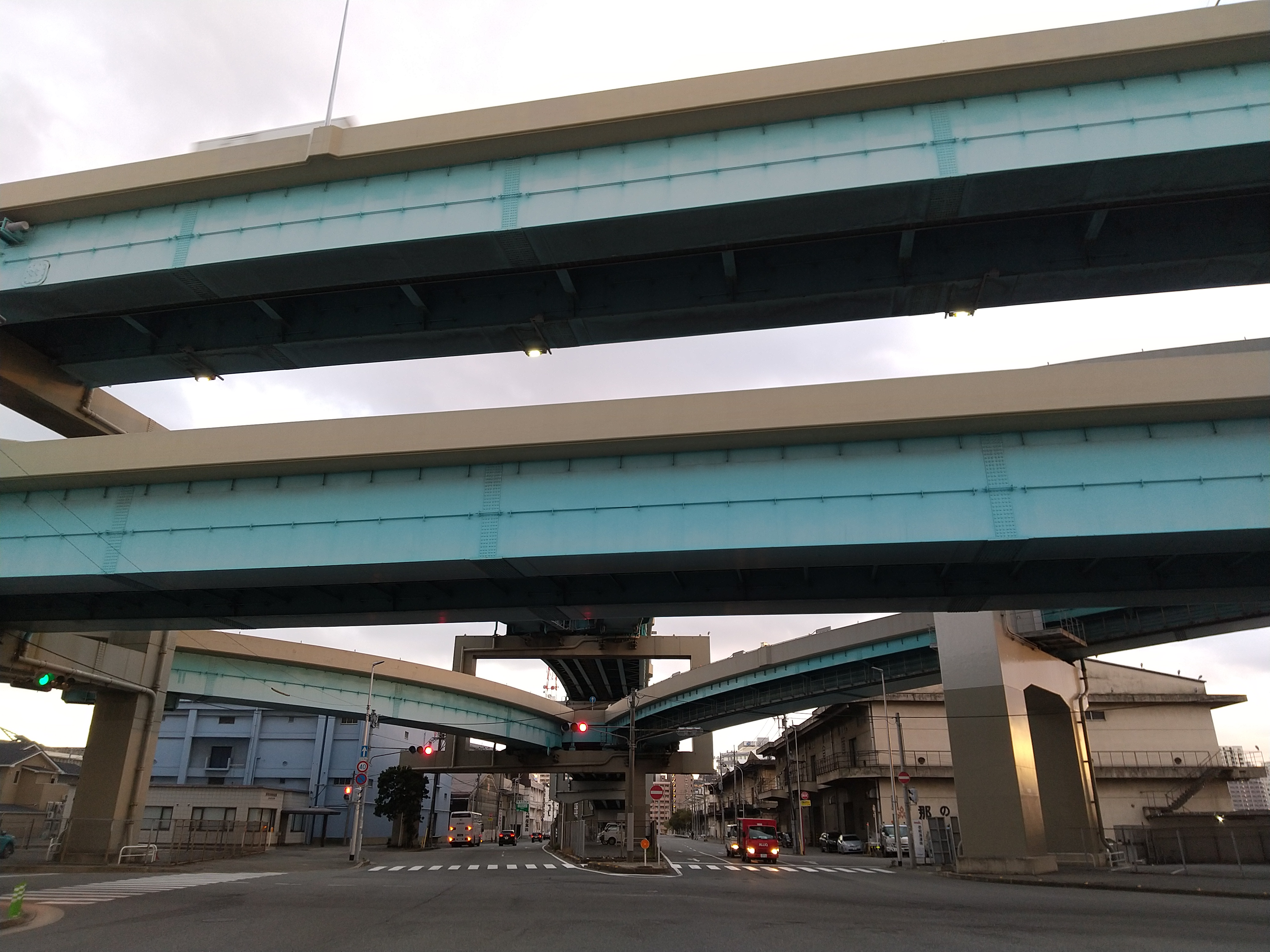
天神北出入口、北より
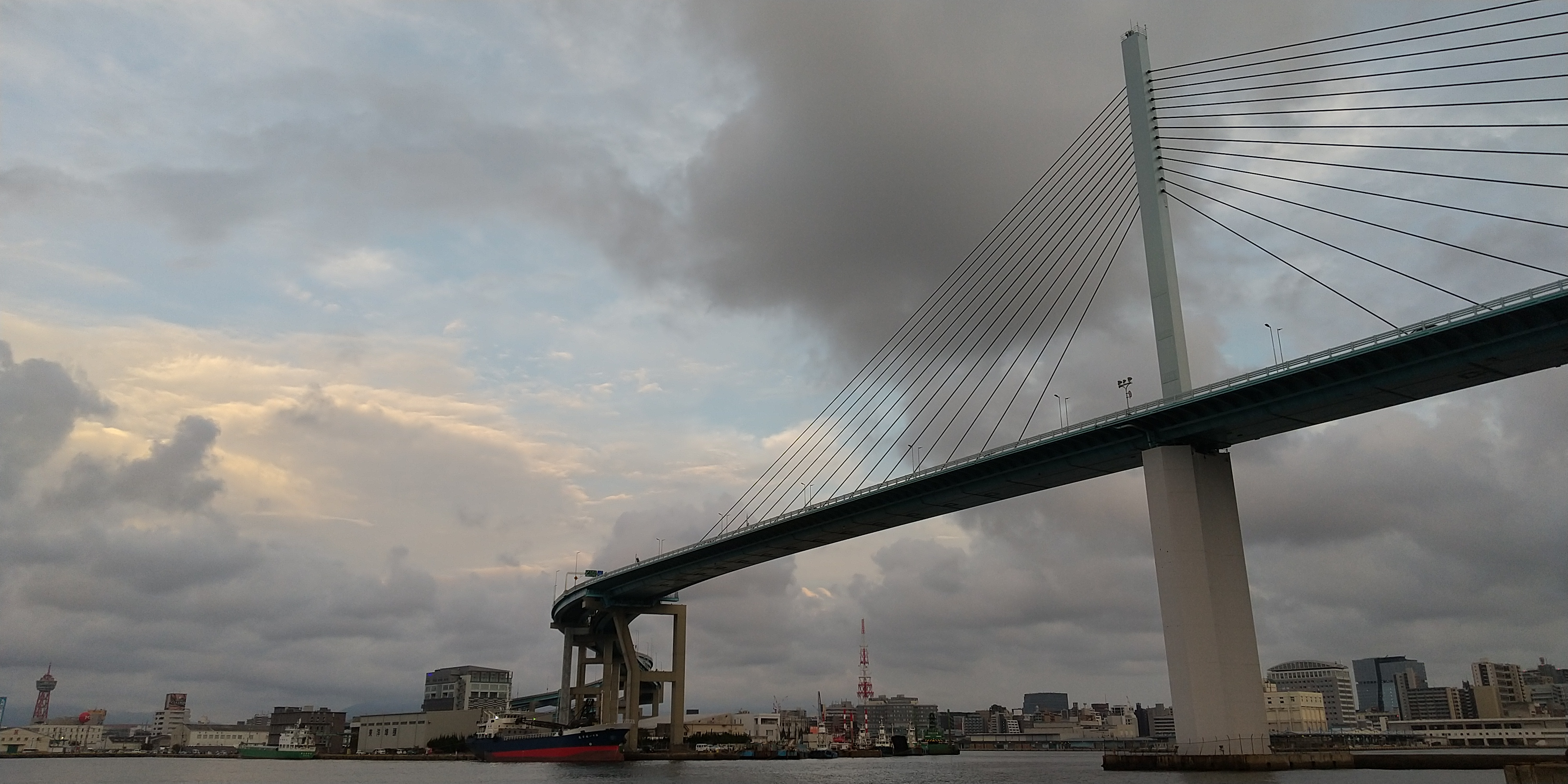
荒津大橋

#### 市道
福岡市が管理する市道の主要なものは次のとおりである。
- 市道千鳥橋唐人町線（福岡市道路愛称：那の津通り）
- 市道天神那の津線

市道の写真
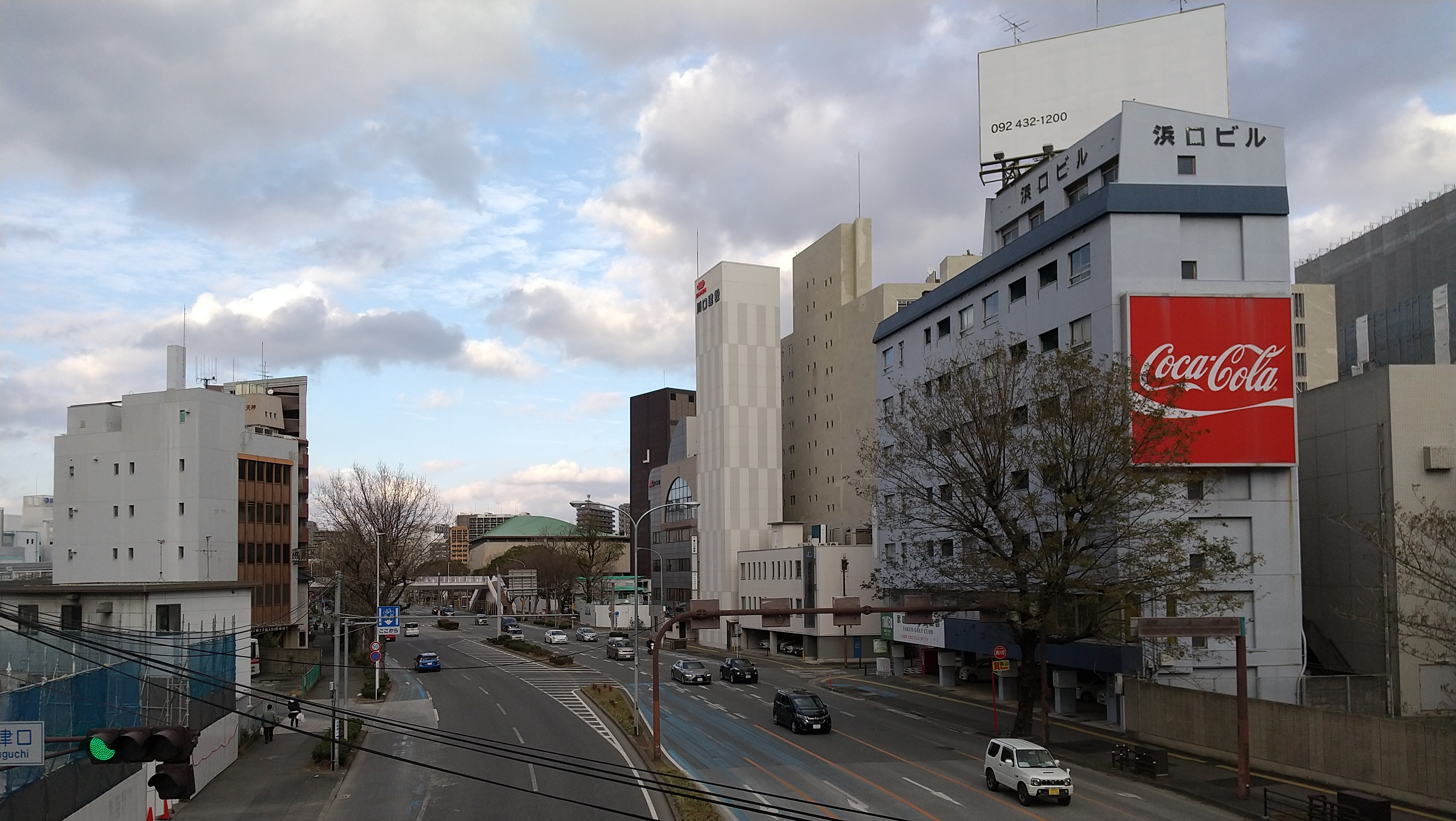
那の津通り、那の津口交差点より北東、左：那の津一丁目、右：天神五丁目

#### 臨港道路
町内の大部分は臨港地区に指定されており、地区内の主要な臨港道路は次のとおりである。
- 臨港道路須崎東浜線（通称：「埠頭間道路」）
- 臨港道路那A-4号線

臨港道路の写真
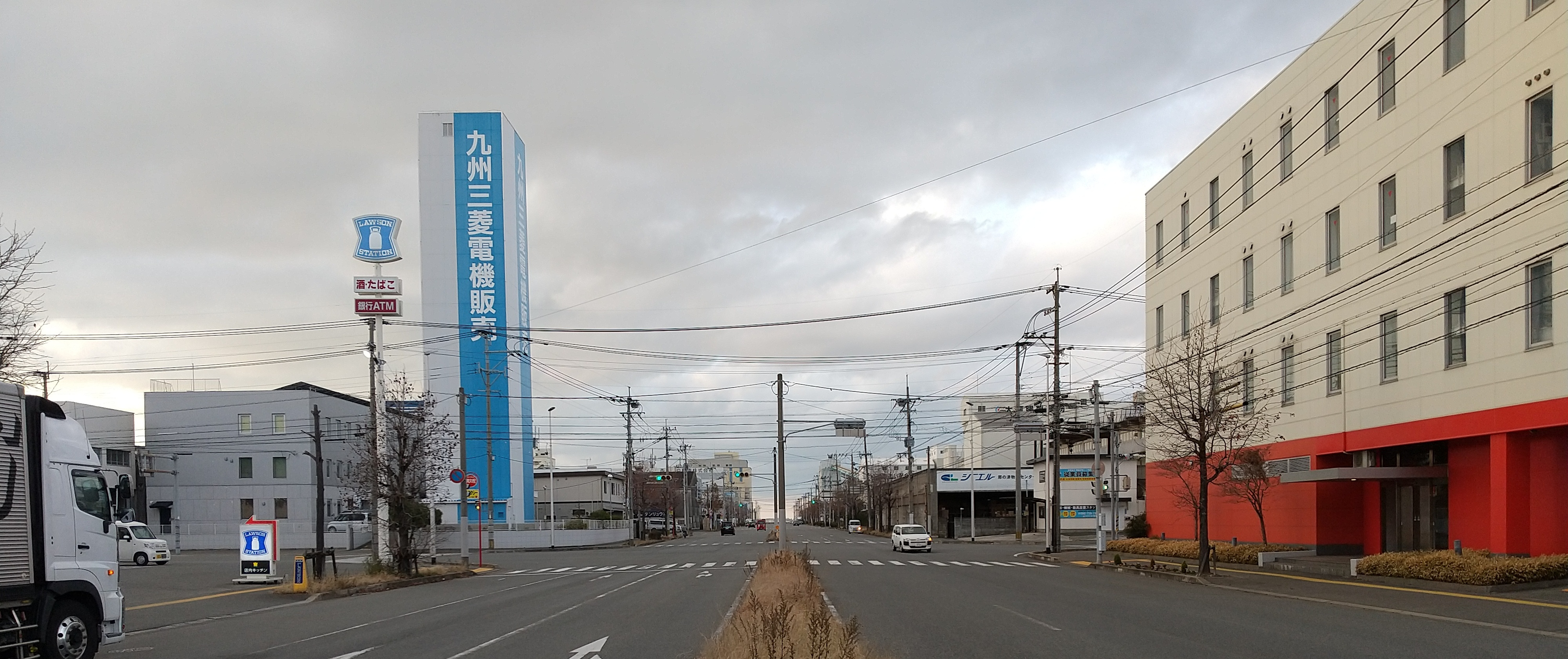
臨港道路那A-4号線、途中より北北西の眺望
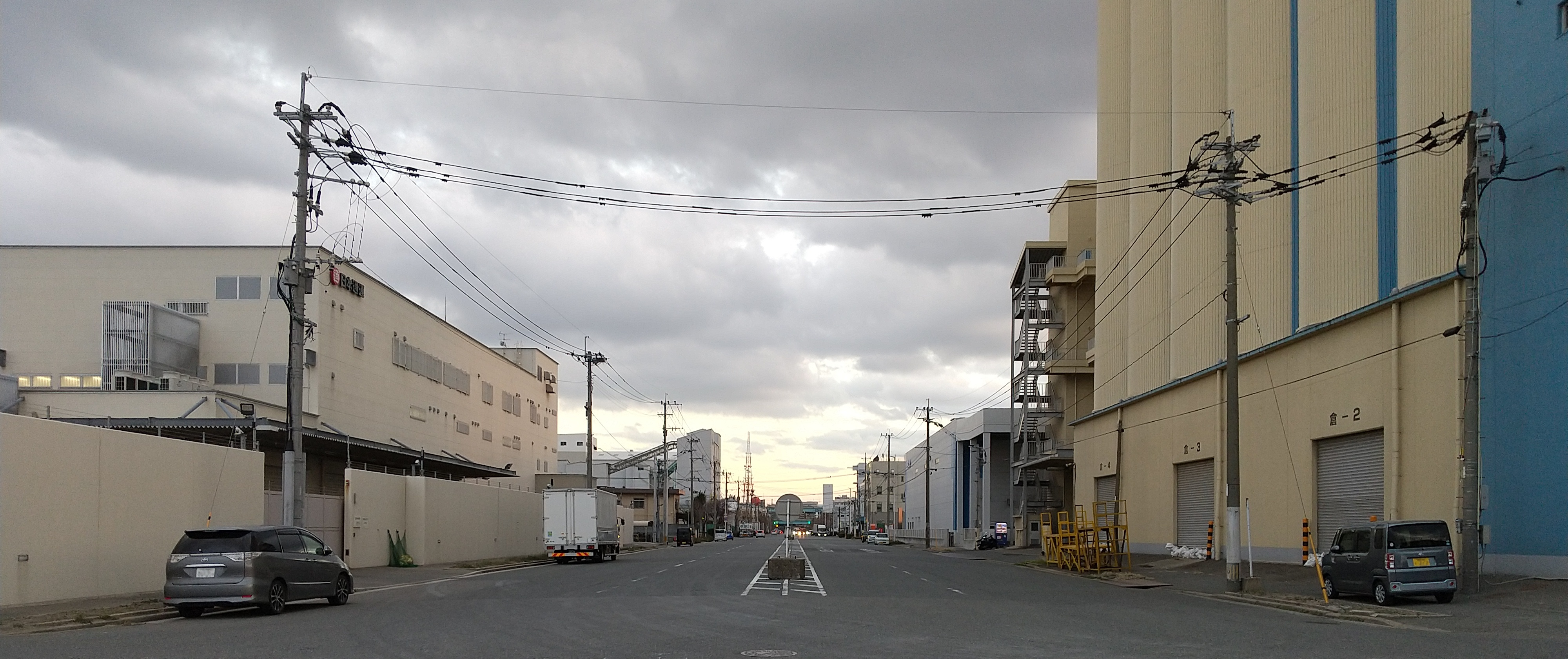
臨港道路那A-4号線、北北西端より南南東の眺望

## 施設

### 港湾施設
埠頭を構成する那の津二丁目から五丁目までにおいては、次のような港湾施設がある。
- 係留施設

| バースの名称 | 水深（m） | バース数 | 延長（m） |
| ------------ | --------- | -------- | --------- |
| 1号岸壁      | -7.5      | 1        | 130       |
| 2～4号岸壁   | -12.0     | 2        | 553       |
| 5・6号岸壁   | -7.5      | 2        | 260       |
| 7～10号岸壁  | -5.5      | 5        | 450       |
| 長浜1号岸壁  | -5.5      | 4        | 360       |
| 長浜2号岸壁  | -5.5      | 4        | 360       |

- 給水施設（8箇所）
- 一般雑貨上屋（14棟、35,944平方メートル）
- ニューマチックアンローダ（2基、400t/h）
- 機械式アンローダ（1基、400t/h）
- シップローダー（1基、400t/h）[12]
- 荷捌き地（12,974平方メートル）
- 野積場（17,422平方メートル）

港湾施設の写真
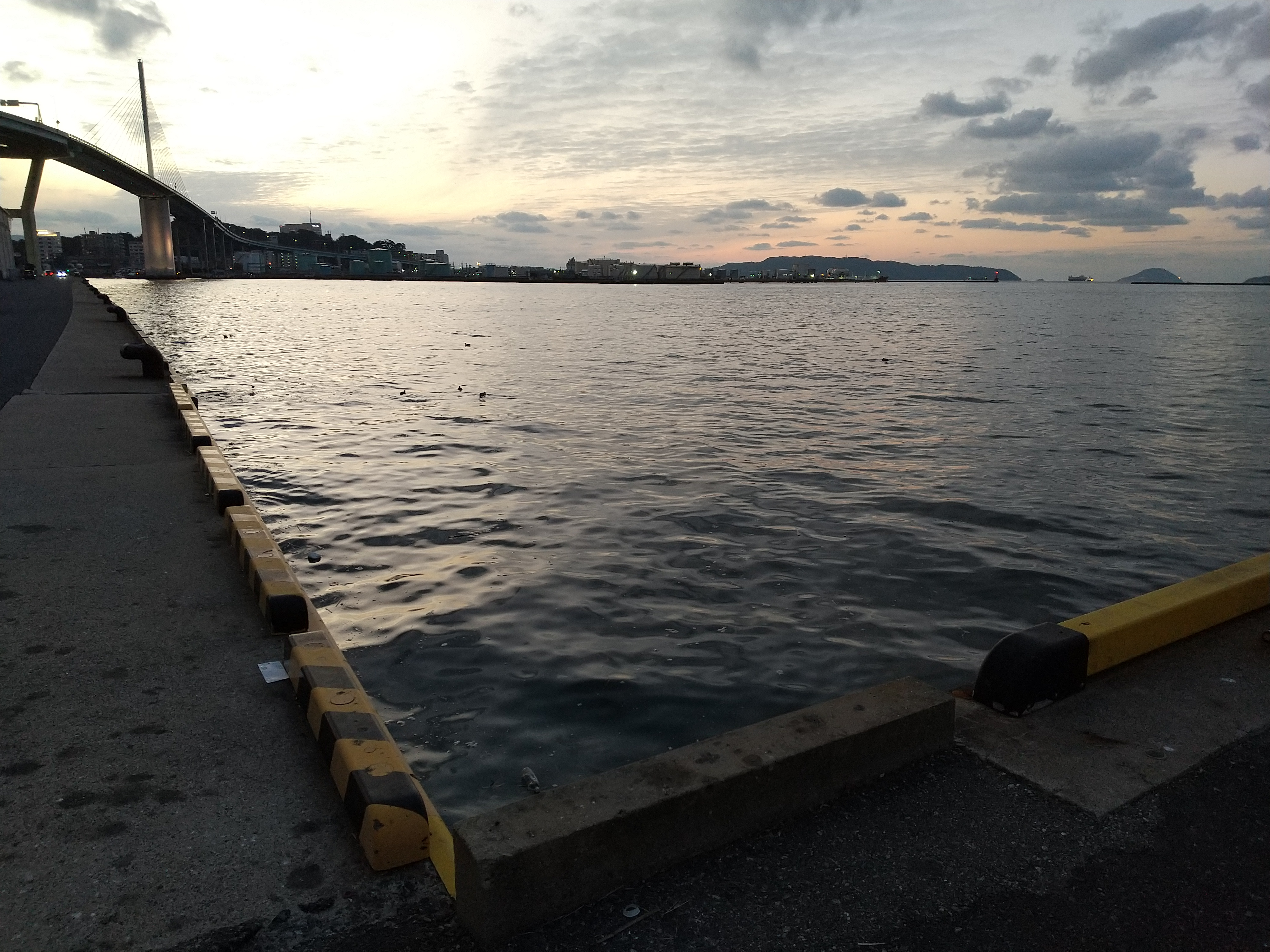
西側の泊地及び岸壁
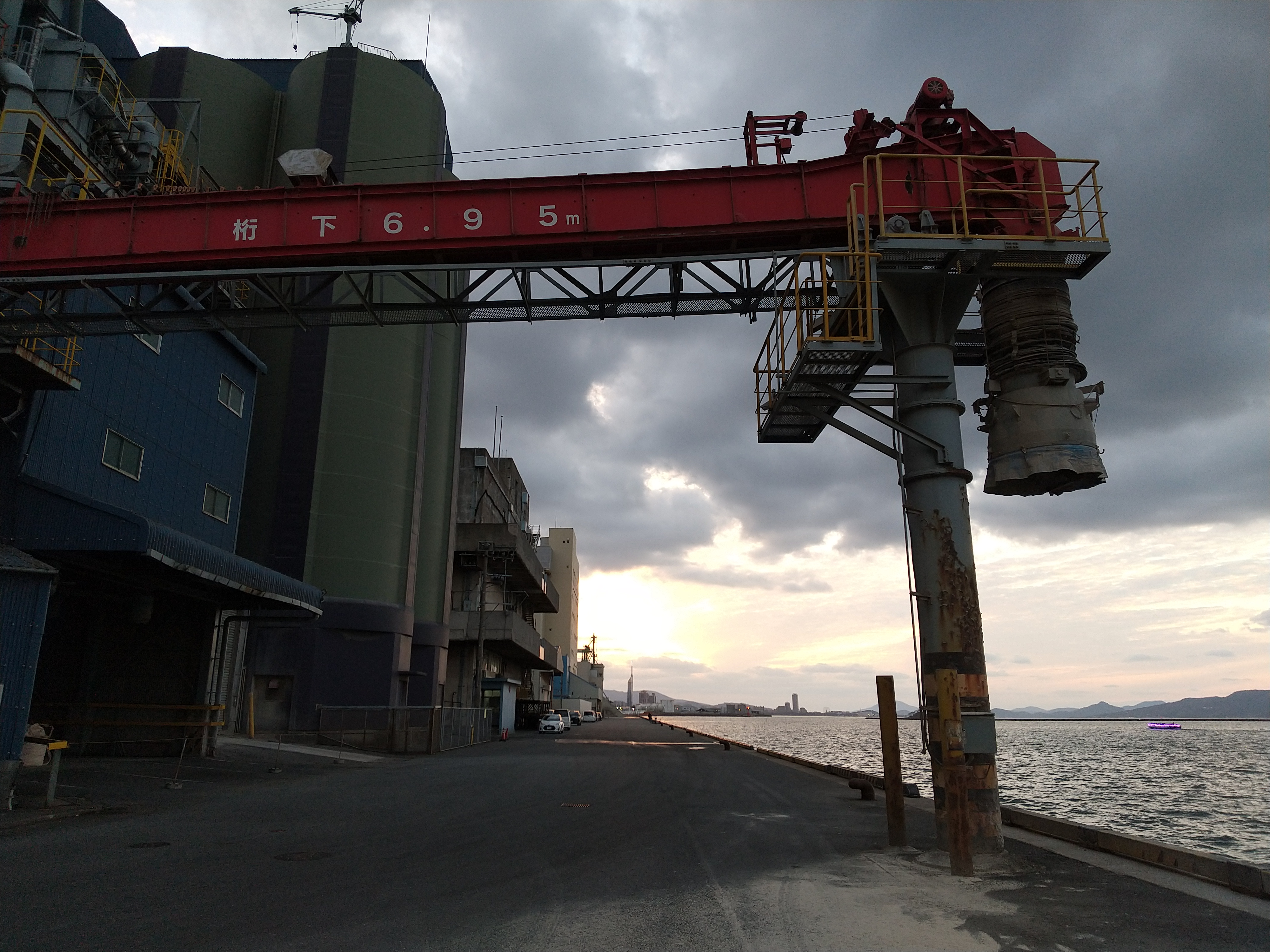
シップローダー

なお、埠頭の一部である次の岸壁については、国際船舶・港湾保安法による制限区域 が設定されており、また、当該岸壁の泊地である水域 については、着岸船舶から概ね30メートルが制限区域とされている。
- 那の津四丁目44番地地先
- 那の津五丁目27番地地先
- 那の津五丁目28番地地先

### 公共施設
次のような公共施設が立地している。
- 中央消防署[注釈 10]（那の津二丁目5番1号）
- 中部汚泥再生処理センター[注釈 11]（那の津二丁目11番3号）
- 西日本鉄道福岡高速自動車営業所（那の津三丁目8番15号）

公共施設の写真
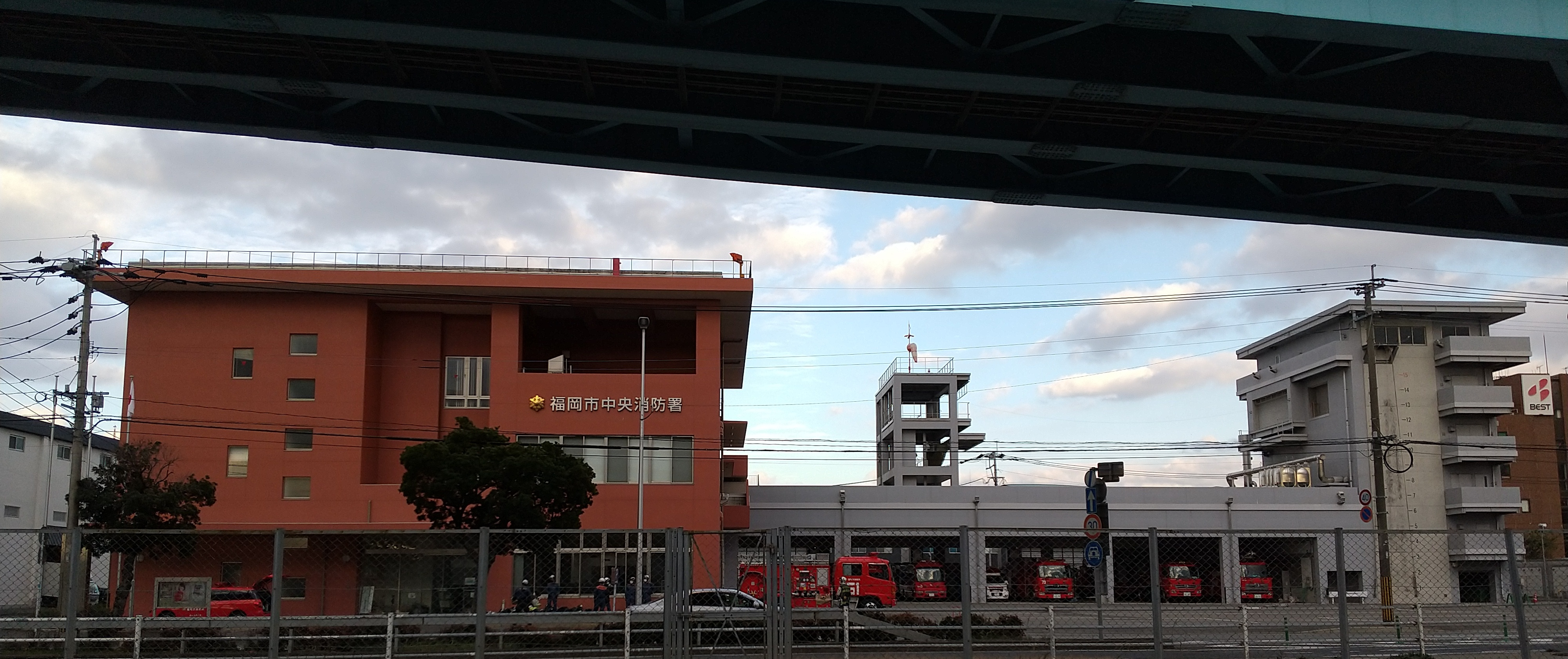
中央消防署

### 食品産業の工場
那の津が主に海外から輸入した穀物を取扱う埠頭であることから、港湾施設の後背地には製粉工場などの食品産業が集積している。

### 物流関係の施設
那の津の港湾施設で取扱う穀物や、製粉工場等の製品を流通させるための物流関係の施設も集積し、九州における重要な穀物流通の基地となっている。

### その他
天神からも近い那の津一丁目の一部には次のようなレジャー施設が立地している。
- 福岡競艇場（那の津一丁目7番5号、通称：「BOAT RACE福岡」）
- KBCシネマ1･2[注釈 13]（那の津一丁目3番21号）

### 学校
町内に学校は存在しないが、校区については、小学校区、中学校区についてそれぞれ次の学校の校区に属する。
- 小学校・中学校：福岡市立舞鶴小中学校